# Hooligans 2
Hooligans 2 (Green Street Hooligans 2: Stand Your Ground) è un film del 2009 diretto da Jesse V. Johnson.
Si tratta del sequel del film Hooligans diretto da Lexi Alexander.

## Trama
Dave Miller, insieme ad altri membri del GSE, vengono arrestati per aver partecipato alla lotta, alla fine del primo film (Green Street Hooligans), e finiscono per essere inviati ad un carcere duro.
In prigione, il GSE scopre rapidamente la brutalità della vita al suo interno, in quanto sono obiettivi costanti della firm meglio finanziata e numericamente superiore, del Millwall. Dopo una rissa veloce sul GSE ricade la colpa per l'assalto e vengono trasportati in un altro carcere, dove un enorme numero di Bushwackers sono in attesa di loro.
Poco dopo l'arrivo la crew si incontra con Marc e la sua firm, e dichiarano che la loro intenzione è di fare da padroni nel carcere duro.